# Aurora (Colorado)
Aurora is een stad in de Amerikaanse staat Colorado en telt 276.393 inwoners. Het is hiermee de 61e stad in de Verenigde Staten (2000). De oppervlakte bedraagt 368,9 km², waarmee het de 38e stad is.

## Demografie
Van de bevolking is 7,4% ouder dan 65 jaar en zij bestaat voor 27,4% uit eenpersoonshuishoudens. De werkloosheid bedraagt 2,2% (cijfers volkstelling 2000).
Ongeveer 19,8% van de bevolking van Aurora bestaat uit hispanics en latino's, 13,4% is van Afrikaanse oorsprong en 4,4% van Aziatische oorsprong.
Het aantal inwoners steeg van 221.855 in 1990 naar 276.393 in 2000.

## Klimaat
In januari is de gemiddelde temperatuur -1,3 °C, in juli is dat 23,1 °C. Jaarlijks valt er gemiddeld 391,2 mm neerslag (gegevens op basis van de meetperiode 1961-1990).

## Plaatsen in de nabije omgeving
De onderstaande figuur toont nabijgelegen plaatsen in een straal van 16 km rond Aurora.

## Geboren
- John Kerry (1943), politicus
- Zachery Ty Bryan (1981), acteur
- Aaron Pitchkolan (1983), voetballer

## Schietpartij
Op 20 juli 2012 vond in Aurora een schietpartij plaats. Een gewapende man opende tijdens de première van de film The Dark Knight Rises het vuur op bioscoopbezoekers. Er kwamen 12 mensen om.